# Kid Ink

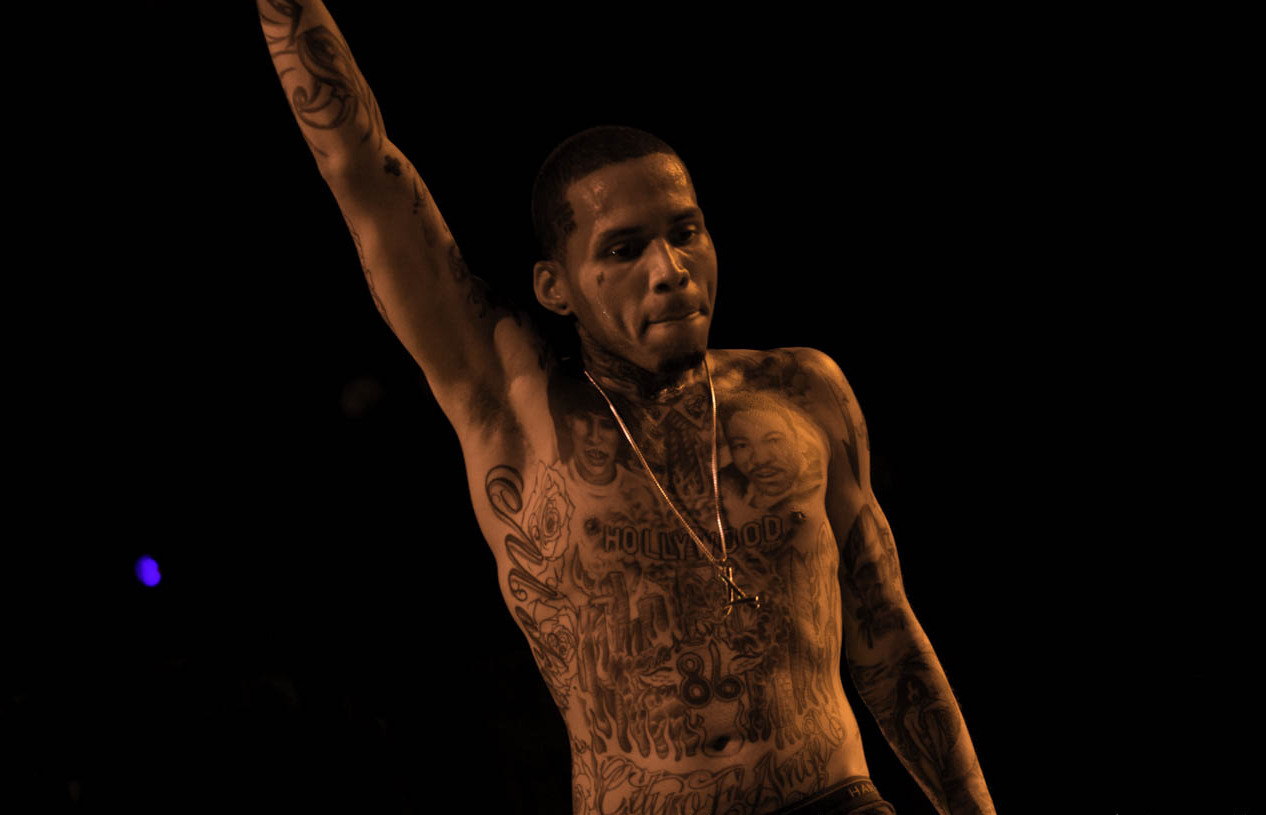
Kid Ink

Brian Todd Collins, känd som Kid Ink, född 1 april 1986, är en amerikansk rappare från Los Angeles.
Kid Ink är känd för sina tatueringar då han har väldigt många över hela kroppen och den mest synliga är skelettet på hans hand som syns på hans album My Own Lane och Full Speed.

## Musikkarriär
När Kid Ink kallade sig inledningsvis Rockstar och bytte till det nuvarande i början av 2011 när han släppte sitt andra mixtape Chrash Landing där artister som Meek Mill och Ty Dolla Sign deltog. Sommaren 2011 släppte han sitt tredje mixtape Daydreamer, där började större artister som bland andra Sean Kingston, Bow Wow och Cory Gunz också att medverka. Senare i september blev han upptäckt även av Tyga och 2 Chainz som deltog i hans fjärde mixtape Wheels Up.
I juni 2012 var det dags för Kid Ink att släppa sitt första riktiga album som fick titeln Up&Away. Under första veckan klättrade det ända upp till plats 20 på Billboard 200.